# صموئيل د. وودز
صموئيل د. وودز (بالإنجليزية: Samuel D. Woods)‏ هو محامي وسياسي أمريكي، ولد في 19 سبتمبر 1845، وتوفي في 24 ديسمبر 1915 في الولايات المتحدة. حزبياً، نشط في الحزب الجمهوري. وقد انتخب عضو مجلس النواب الأمريكي.